# ラチャノック・インタノン
ラチャノック・インタノン (タイ語: รัชนก อินทนนท์、英語: Ratchanok Intanon、1995年2月5日 - ）は、タイ王国の女子バドミントン選手。2013年の世界バドミントン選手権大会女子シングルス金メダリスト。

## 経歴
ヤソートーン県出身。6歳の時にバドミントンを始める。
2009年、世界ジュニアバドミントン選手権大会女子シングルスで史上最年少優勝を達成。2011年大会まで3連覇を達成。
2012年、ロンドンオリンピック女子シングルスに16歳で初出場。予選2連勝で決勝トーナメントに進出し、1回戦でドイツのジュリアン・シェンクを破り準々決勝に進出。準々決勝では中国の汪鑫に敗れた。
2013年の世界バドミントン選手権大会では顧娟（シンガポール）、葉姵延（香港）、カロリーナ・マリン（スペイン）、シンドゥ・プサルラ（インド）を破り決勝に進出。決勝ではロンドンオリンピック女子シングルス金メダルの李雪芮を2-1（22-20、18-21、21-14）で破り、タイ人初の金メダルを大会史上最年少（18歳）で獲得した。
2015年のアジア選手権では、決勝で李雪芮を破り優勝。
2016年のリオ・デ・ジャネイロオリンピックはシード4位で出場。グループリーグ2戦2勝で突破したが、決勝トーナメント初戦で山口茜に敗れた。
2019年世界選手権では準決勝で奥原希望に敗れたが、2013年大会以来のメダルとなる銅メダルを獲得した。